# 山片蟠桃

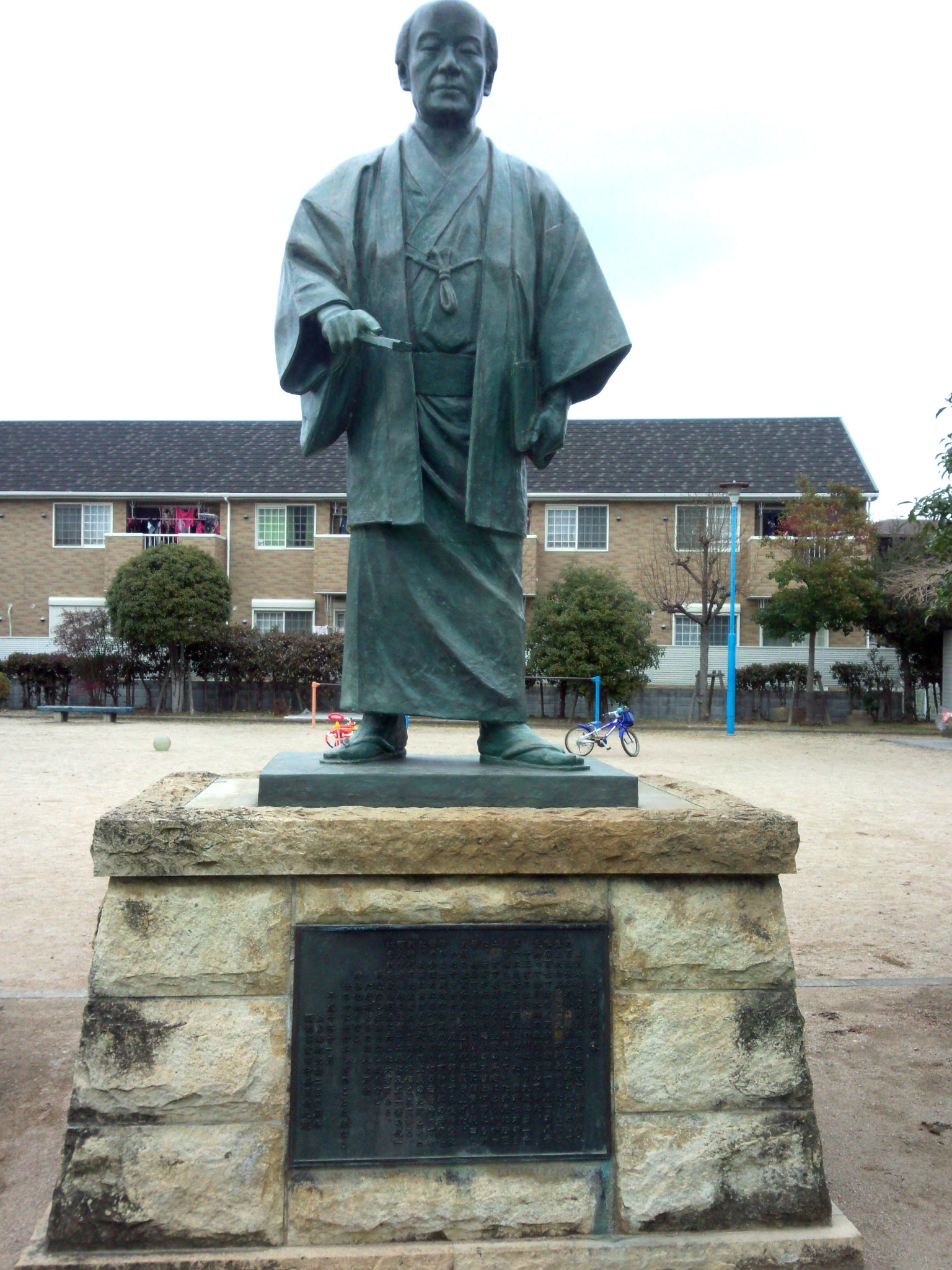
山片蟠桃

山片蟠桃（やまがた ばんとう，延享5年/寬延元年（1748年） - 文政4年二月廿八（1821年3月31日））幼名惣五郎，晚年改名長谷川芳秀，通称升屋小右衛門。法名釋宗文，是江户时代后期的商人和学者，他生於播磨國。蟠桃在中国神话中是一种桃子，据说吃了可以长生不老。

## 生平
他出生在播磨國印南郡神爪村（现今兵库县高砂市）一个农家。他的長輩在當地的乡村經商。13岁时，他成为居住在[[大阪}}的Uncle的养子。山片蟠桃从小就在大阪的両替商工作，1771年（明和年），時年24岁的山片蟠桃成为番頭。
他曾重振仙台藩的財政狀況。1819年（文政2年），他第二次获得幕府的表彰。
山片蟠桃克服了晚年的失明障碍，他从五十多岁時开始着手写作，並于临终前一年完成了他的著作《夢の代》。

## 思想
他在大阪的学塾懐徳堂跟隨中井竹山、中井履軒兄弟学习程朱理学，又在先事館跟隨麻田刚立学习天文学。
他主張唯物主义，他在《夢の代》这部作品中提到了天文学、宗教、经济、历史等内容，並且主張无鬼论（无神论），他還支持地动说。。
他在《夢の代》的开头的“天文編”中，介绍了地动说和太阳系以及万有引力定律。他還画了土星的图案，并嘲笑国学者的宇宙图，而在「神代編」中，他否定了日本神国论。此外，他認為五行说（认为万物是由金、木、水、火、土五种元素组成的理论）不過是儒家的妄说，并批评所謂的天灾实际上是人祸。
在国家層面上，它肯定封建制度，支持尊王敬幕等偏向幕府的立场。尽管如此，他依然批评各藩缺乏纪律，大名们过度奢侈。此外他支持丰臣秀吉的高米价政策，并批评江户幕府的低米价论。

## 著作
- 『夢の代』
- 『大知弁』
- 『草稿抄』

## 脚注
1. 1 2  「山片蟠桃」『日本大百科全書(ニッポニカ)』小学館。
2. ↑  岡田俊裕著 『日本地理学人物事典［ 近世編 ］』 原書房 2011年 160ページ
3. ↑  山口『日本人の給与明細』226頁。
4. 1 2 3  山口『日本人の給与明細』228頁。
5. ↑  山口『日本人の給与明細』228頁。これは諸藩に升屋が依存する関係だったためとされる。
6. 1 2  山口『日本人の給与明細』229頁。

## 更多閱讀
- CiNii>山片蟠桃 （页面存档备份，存于）
- 亀田次郎. . 大阪: 全國書房. 1943年（昭和18年）  [2014-01-15]. （原始内容存档于2023-08-07）.

## 另見
- 懐徳堂（日语：懐徳堂）
- 山片蟠桃賞（日语：山片蟠桃賞）
- 中井竹山（日语：中井竹山）
- 中井履軒
- 上田竹翁（日语：上田竹翁）
- 山片蟠桃_(書籍)（日语：山片蟠桃_(書籍)）

## 外部連結
- 山片蟠桃 （页面存档备份，存于） 高砂市